# Хьюз, Уилл
Уильям Джеймс Хьюз (англ. William James Hughes; родился 17 апреля 1995 года в Уэйбридже, Англия) — английский футболист, полузащитник клуба «Кристал Пэлас».

## Клубная карьера
Уилл воспитывался в системе скромной команды «Миклеовер Джубили» до 2011 года, а затем перешёл в «Дерби Каунти». Его дебют за «Дерби Каунти» состоялся 5 ноября 2011 года в матче против «Питерборо Юнайтед». Всего в своём дебютном сезоне он провёл три встречи. В следующем сезоне Уилл стал твёрдым игроком основы и блестяще проявил себя, им заинтересовались топ-клубы английской Премьер-лиги. Футболист принял решение не покидать команду и стал одним из её лидеров. В сезоне 2013/14 игрок получил жёлтую карточку в матче кубка Англии против «Челси», а «пенсионеры» смогли пробиться следующий раунд. В матчах чемпионата он продолжил показывать стабильную игру. 20 декабря 2014 года в матче с «Норвич Сити» Уилл провёл свой сотый матч за «Дерби Каунти» в рамках первенства страны.
25 июня 2017 года клуб «Уотфорд» официально подтвердил приобретение полузащитника ориентировочной стоимостью 8 миллионов фунтов.

## Международная карьера
Уилл в 2012 году выступал за сборную Англии до 17 лет. В том же году он дебютировал в составе молодёжной сборной Англии, за которую выступает до сих пор. Уилл принимал участие на молодёжном чемпионате Европы 2015. В первом матче турнира он вышел на замену и мало повлиял на исход матча.

## Достижения

### Командные достижения
«Кристал Пэлас»
- Обладатель Кубка Англии: 2024/25
- Обладатель Суперкубка Англии: 2025

### Личные достижения
- Лучший молодой игрок года футбольной лиги Англии: 2014